# إعادة إعمار قره باغ
إعادة إعمار قره باغ (بالأذرية: Böyük Qayıdış) - الاسم الذي أطلق على عملية استعادة قره باغ لأذربيجان بعد حرب قره باغ الثانية. تتضمن هذه العملية استعادة المباني والمدن المدمرة وكذلك إنشاء القرى الذكية وبناء المطارات.

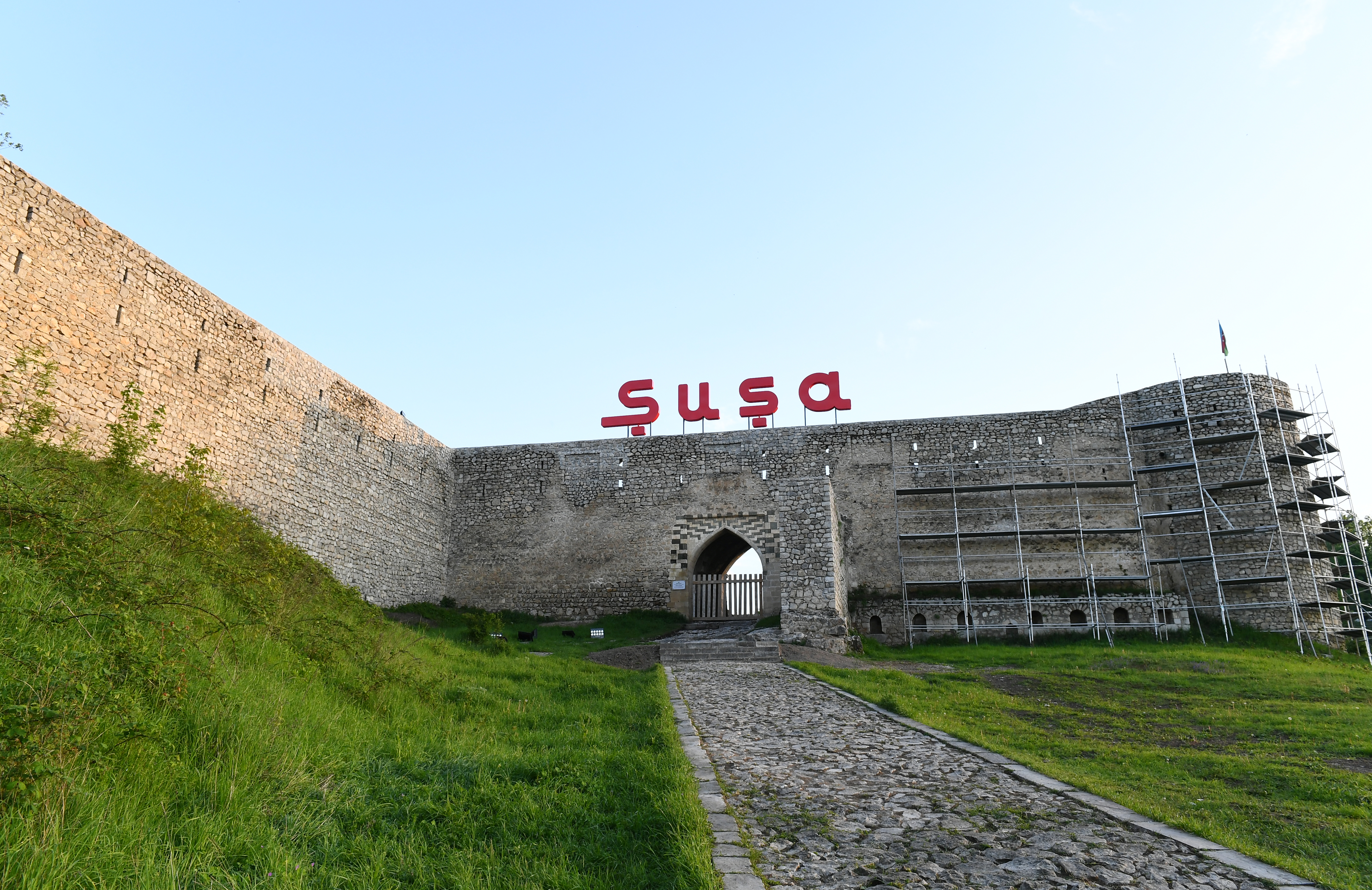
تجديد قلعة شوشا في مايو 2021

## آغدام

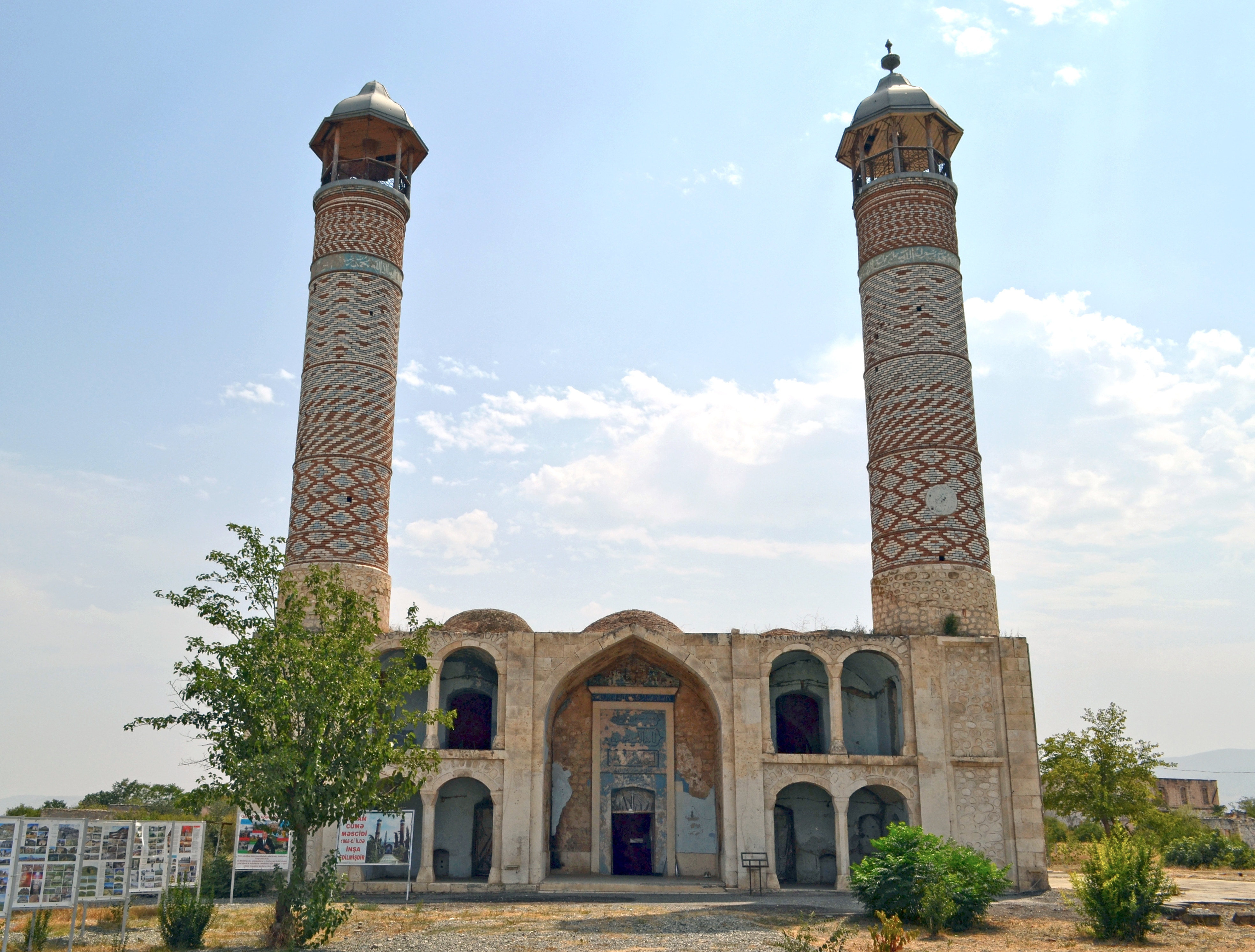
مسجد آغدام

تسمى آغدام في بعض الأحيان باسم هيروشيما القوقاز، لأن القوات الأرمنية سيطرت على المدينة ودمرتها أثناء حرب قرة باغ الأولى في يوليو عام 1993.
المبنى الوحيد المتبقي واقفًا تحت سيطرة الأرمن في المدينة هو مسجد آغدام والذي كان يستخدم كحظيرة للأبقار والخنازير.(1)
في 20 نوفمبر عام 2020، أعيدت مدينة آغدام وضواحيها إلى أذربيجان في إطار اتفاق لوقف إطلاق النار. وبعد ذلك مباشرةً، أعلنت حكومة أذربيجان عن خطط لبدء عملية إعادة الإعمار. وفقًا للخطة الرئيسية المعتمدة للمدينة، سيتم بناء متحف في الهواء الطلق في بعض المباني المهدمة. من المخطط تحويل أغدام إلى واحدة من أكبر المدن في أذربيجان.
في 26 مايو عام 2021 شُرع في بناء المسار بردعة - آغدام الذي يبلغ طوله 44.5 كم.

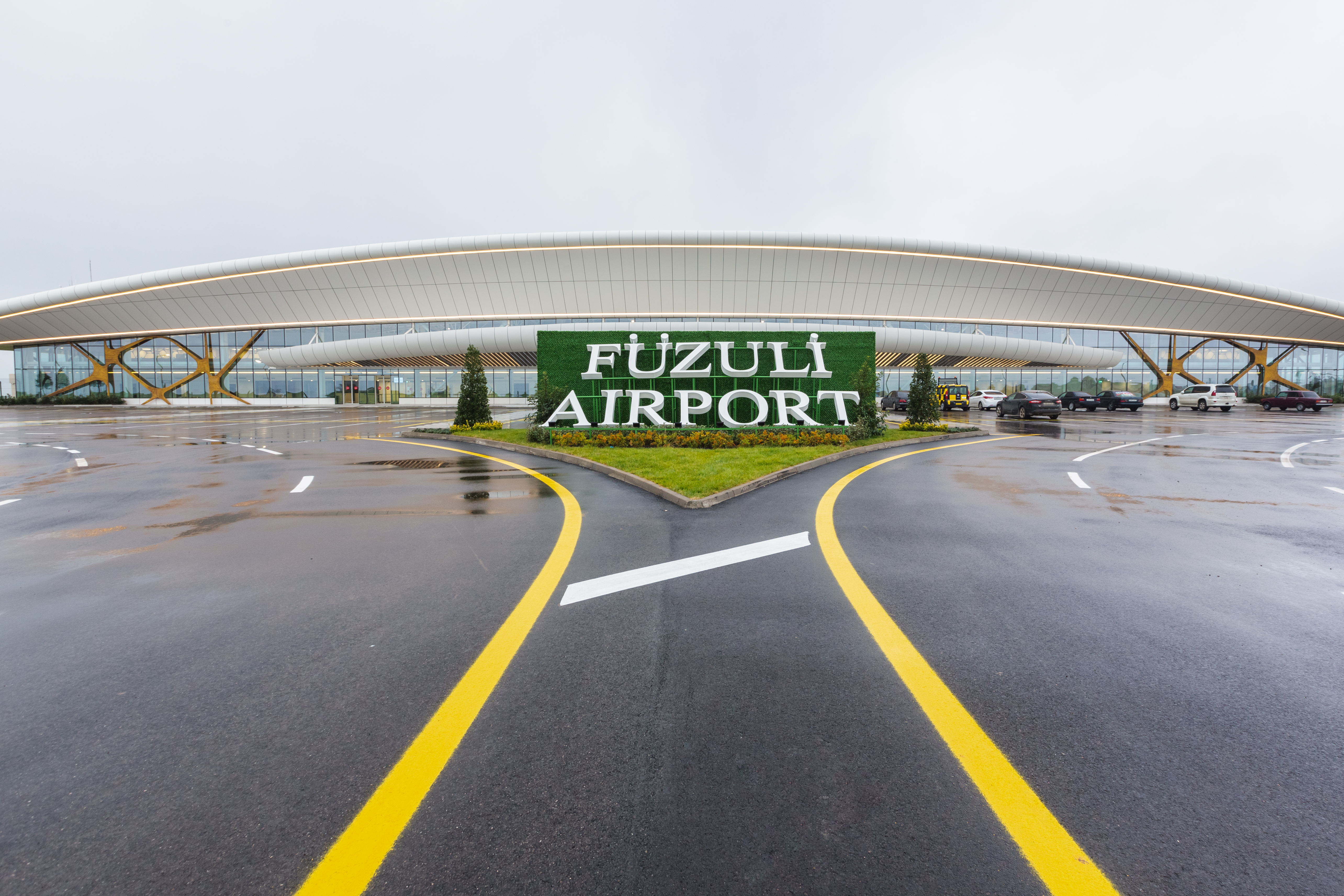
مدخل مطار فضولي الدولي

## فضولي
شارك الرئيس إلهام علييف والنائبة الأولى مهريبان علييفا في حفل وضع حجر الأساس للمسار فضولي - شوشة المعروف باسم «طريق النصر» في منطقتي فضولي وجبرايل. ومباشرة بعد الزيارة أُطلق مشروع إنشاء المسار أحمد بيلي - فضولي - شوشة.
أثناء زيارة رئيس أذربيجان أُطلقت مشاريع مسار فضولي - شوشة ومطار فضولي الدولي.
أجريت اختبارات الطيران الأولى في المطار في 22 أغسطس عام 2021.
أقيم حفل افتتاح المطار بمشاركة الرئيس التركي رجب طيب أردوغان في 27 أكتوبر 2021.

## زنجيلان
في 29 أكتوبر 1993، صارت زنجيلان تحت سيطرة القوات المسلحة الأرمنية، وفي 20 أكتوبر 2020، خضعت مرة أخرى لسيطرة القوات المسلحة الأذربيجانية أثناء حرب مرتفعات قرة باغ 2020.
إثناء زيارة الرئيس إلهام علييف والنائبة الأولى مهريبان علييفا إلى زنجيلان وُضع حجر الأساس لمشروع سكك حديد هوراديز- زنغلان- أغباند الذي يربط أذربيجان وتركيا.
في 26 أكتوبر عام 2021 شارك رئيسا أذربيجان وتركيا في حفل حجر الأساس لطريق سريع هوراديز - جبرائيل– أغباند.

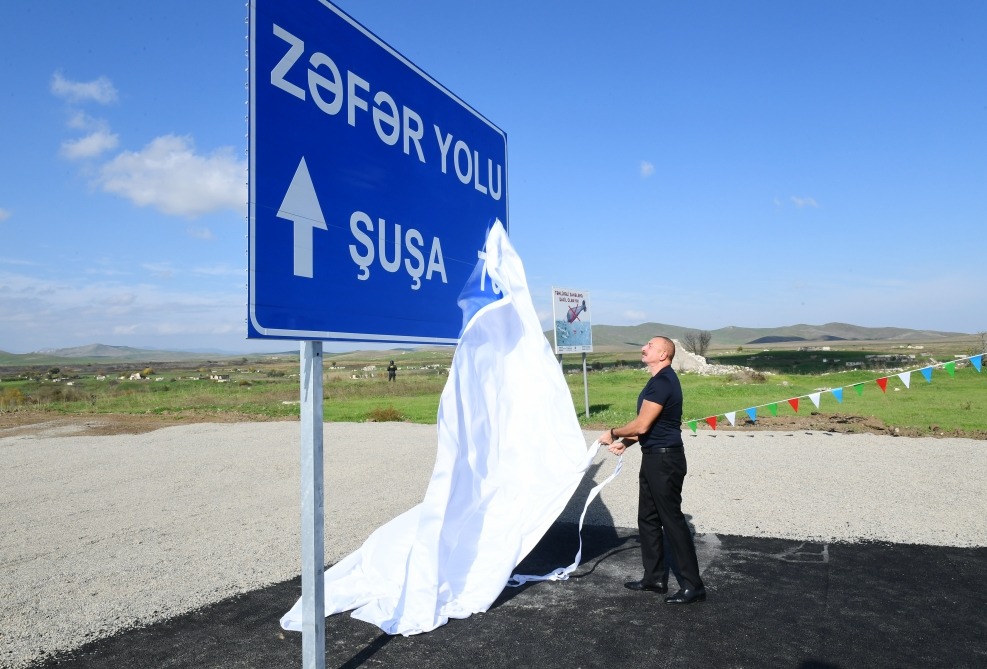
إلهام علييف يفتتح رسميا طريق النصر

## كلبجر
أصبحت كلبجر تحت سيطرة القوات المسلحة الأرمنية في 25 نوفمبر عام 1993، وسُلمت إلى أذربيجان في 25 نوفمبر 2021 وفقًا لاتفاقية وقف إطلاق النار. بدأ تشييد واسع النطاق لطريق سريع توغانالي - كلبجر – إستيسو مع 2-4 ممرات، بطول 81 كم.
في نفس اليوم بدأ إنشاء النفق بطول 3.4 كم، والذي يستهدف لبناء طريق سريع لاشين – كلبجر بطول 72.8.
بالإضافة إلى أطلق إعادة طريق سريع إيستيسو-مينكاند يستهدف الحلقة الثانية التي تربط منطقتي لاشين – كلبجر بطول 51 كم.

## شوشا

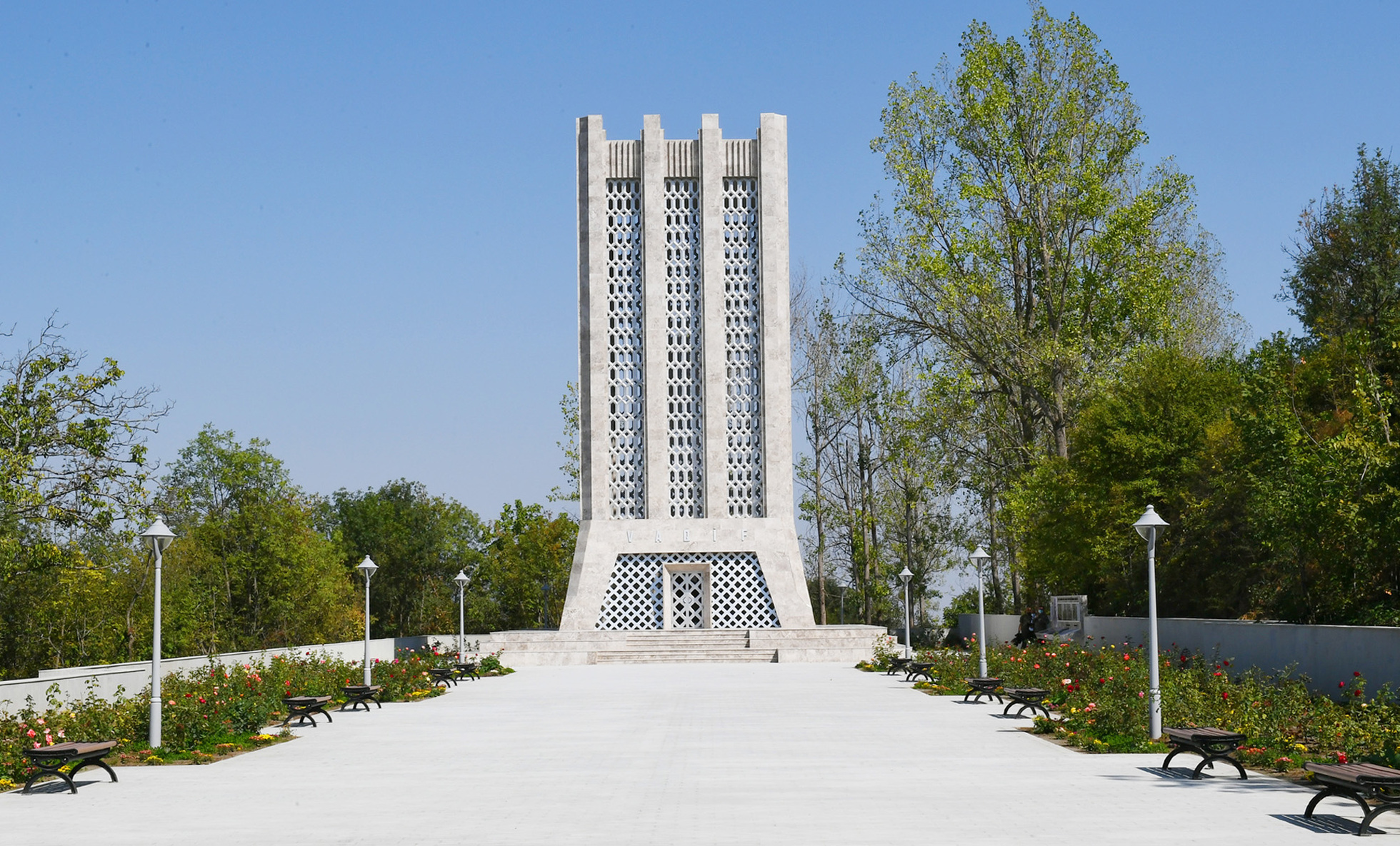
ضريح واقيف بعد تجديد

استعاد الجيش الأذربيجاني مدينة شوشا في 8 نوفمبر عام 2020. على الرغم من عدم وجود طريق سريع في فضولي، فقد أُعلن عن إطلاق أعمال الترميم في المدينة بالفعل.
أُعلن عن إنشاء فندق خمس نجوم بمدينة شوشا في بداية شهر يناير لعام 2021.
أطلق إعادة بناء قلعة شوشا في أوائل فبراير 2021.
وأعلنت الحكومة الأذربيجانية إعادة ترميم كنيسة كازانتشي التي دمرت في الحرب في أوائل مايو 2021.
أُعلن عن ترميم ثلاثة مباني دينية في شوشا في بداية يونيو 2021.
في 14 يناير 2021، بدأ ترميم مقبرة فاجيف وافتتحت في 29 أغسطس. وفي نفس اليوم، افتتح نصب تذكاري لعزيزير حاجبيلي.

## هوامش
- 1 : لم تذكر المصادر مسجد آغدام بل حسب فيديو أذاعته الجزيرة مباشر، يُعزى بأن الأرمن حولوا مسجدًا في قرية تابعة لمدينة قوبادلي وكذا مسجد مدينة زنغيلان إلى حظيرة لتربية الخنازير.[19] موقع آخر أذري ذكر أن مسجدًا في قرية مردينلي لمحافظة فضولي حُوّل إلى اصطبل للمواشي.[20] كما ورد في تقرير الحرية الدينية الدولي لعام 2020 الصادر عن السفارة الأمريكية في أرمينيا أنه «تم استخدام بعض المساجد لإيواء الماشية، بما في ذلك الخنازير". أكد الصحفيون الدوليون الذين زاروا المنطقة بعد الأعمال العدائية في خريف 2020 تدمير مقابر المسلمين أثناء سيطرة أرمينيا. ولم يُعرف عدد الذين أصيبوا بأضرار خلال الأعمال العدائية السابقة أثناء نزاع ناغورنو كاراباخ بسبب الإهمال أو الضرر المتعمد».[21]